# 猿倉人形芝居
猿倉人形芝居（さるくらにんぎょうしばい）は、秋田県で明治期に始まり伝承されてきた人形芝居。

## 歴史
明治期に秋田県百宅村（現・由利本荘市）の池田与八（芸名・吉田若丸）により、文楽などに独自の工夫を加えて創始された。池田の弟子の真坂藤吉（芸名・吉田勝若）の出生地猿倉（現・由利本荘市）から、猿倉人形芝居の名で呼ばれるようになった。
明治末期から昭和初期までは、東京をはじめ全国を巡業するほど人気を博す。秋田県内では木内勇吉一座、吉田千代勝一座、鈴木栄太郎一座の3座が現存している。
1974年、上記3座が秋田県無形民俗文化財に指定。
1996年11月28日、文化庁から記録作成等の措置を講ずべき無形の民俗文化財として選択される。

## 概要
人形の操法は、隠れ使いと言われ、文楽などとは違い、人形遣いが幕の内側に隠れて操演する。両手に1体ずつの指人形を持って1人で操演し、台詞も全ての役を担当する。
演目は、三番叟、講談などを元にした段物や、猿倉独自の演目「鑑鉄和尚」などで構成。